# Хрулёв, Анатолий Николаевич
Анато́лий Никола́евич Хрулёв (род. 3 июня 1955 года, Наро-Фоминск, Московская область) — российский и абхазский военачальник. Начальник Генерального штаба Вооружённых Сил Республики Абхазия — первый заместитель министра обороны Республики Абхазия с 2015 года, генерал-полковник ВС Абхазии. Командующий 58-й армией (2006—2010), генерал-лейтенант.

## Биография
Окончил Ташкентское высшее танковое командное училище имени маршала бронетанковых войск П. С. Рыбалко в 1976 году, Военную академию бронетанковых войск имени Маршала Советского Союза Р. Я. Малиновского в 1989 году и Военную академию Генерального штаба Вооружённых Сил Российской Федерации в 2003 году.
2003 год — 2006 год — начальник штаба ОА СибВО.
До 2006 года — заместитель командующего войсками Северо-Кавказского военного округа.
С 4 апреля 2006 года по 4 мая 2010 года — командующий 58-й общевойсковой армией Северо-Кавказского военного округа. Уволен в запас по достижении предельного возраста пребывания на военной службе в звании генерал-лейтенанта.
В мае 2015 года назначен начальником Генерального штаба Вооружённых Сил Республики Абхазия — первым заместителем министра обороны Республики Абхазия. В августе 2018 года его на этом посту сменил генерал-майор Василий Лунёв.

### Ранение в ходе Войны в Грузии
В ходе войны в Грузии 9 августа 2008 года был тяжело ранен и госпитализирован во Владикавказ. Заместитель начальника Генерального штаба Вооружённых Сил РФ генерала Анатолия Ноговицына сообщил следующее:

«Армейская колонна, во главе которой находился генерал Хрулёв, подверглась артиллерийскому обстрелу с грузинской стороны. Командующий армией получил осколочные ранения и был госпитализирован во Владикавказ».

По другой версии, армейская колонна, в которой передвигался А. Н. Хрулёв, была разгромлена отрядом спецназа ВС Грузии на въезде в Цхинвали со стороны лагеря сил ССПМ (к которому колонна российской армии смогла подойти по объездной Дзарской дороге). Спецкор газеты Комсомольская правда Александр Коц, ставший свидетелем боя, писал:
Мы ехали в Цхинвали на БТРе командующего 58-й армией в колонне из 30 боевых машин… Вдруг я увидел у подбитого танка двух грузин. Потом пригляделся: за каждым столбом — грузины с автоматами, пулеметами. Сказал сидящему рядом бойцу: «Грузины». Он истошно закричал: «Грузины!». Колонна остановилась.

«К машинам!», — крикнул командующий. Мы подбежали к БТРу, но тут началась пальба…<…> колонна стала разъезжаться в разные стороны, растянувшись километра на полтора. Мы решили бежать в обратную сторону за отъезжавшим БТРом, в сторону от города. Впереди бежал генерал.
Согласно версии журналиста Аркадия Бабченко, Хрулёв попал в засаду из-за психологического давления, спешки и фактического отсутствия разведки. В ходе этого боя были также ранены члены съёмочной группы и погибло несколько российских военных, включая майора Дениса Ветчинова.
Генерал и журналисты были доставлены в военный госпиталь Владикавказа и прооперированы.

## Награды
- Орден «За заслуги перед Отечеством» 3-й степени с мечами
- Орден «За заслуги перед Отечеством» 4-й степени[2] с мечами
- Орден Мужества[2]
- Медаль ордена «За заслуги перед Отечеством» 2-й степени[2] с мечами
- Орден Почёта (2009, Южная Осетия)[12]
- Орден Дружбы (25 августа 2018, Южная Осетия)[13]
- другие медали